# Client (informatică)

O diagramă a rețelelor de calculatoare prezent modul de comunicare dintre computerele-client și server via Internet

Un client este o unitate hardware sau software informatic (calculator sau program), care accesează un serviciu disponibil printr-un server. Serverul este adesea (dar nu mereu) un alt sistem de calculatoare, în acest caz clientul accesând serviciul prin intermediul unei rețele de calculatoare.
De exemplu, un navigator web este un client care se conectează la servere și preia pagini web pentru afișare. Clientul de e-mail preia e-mailurile de la serverele de e-mail.